# چونگراد-چاناد
چونگراد-چاناد (به مجاری:  Csongrád-Csanád megye) که در چهارم ژوئن ۲۰۲۰ از چونگراد تغییر نام پیدا کرد،  یکی از استان‌های مجارستان است که ۴٬۲۶۲٫۷۱ کیلومترمربع مساحت و ۴۱۷٬۴۵۶ نفر جمعیت دارد.

## نگارخانه

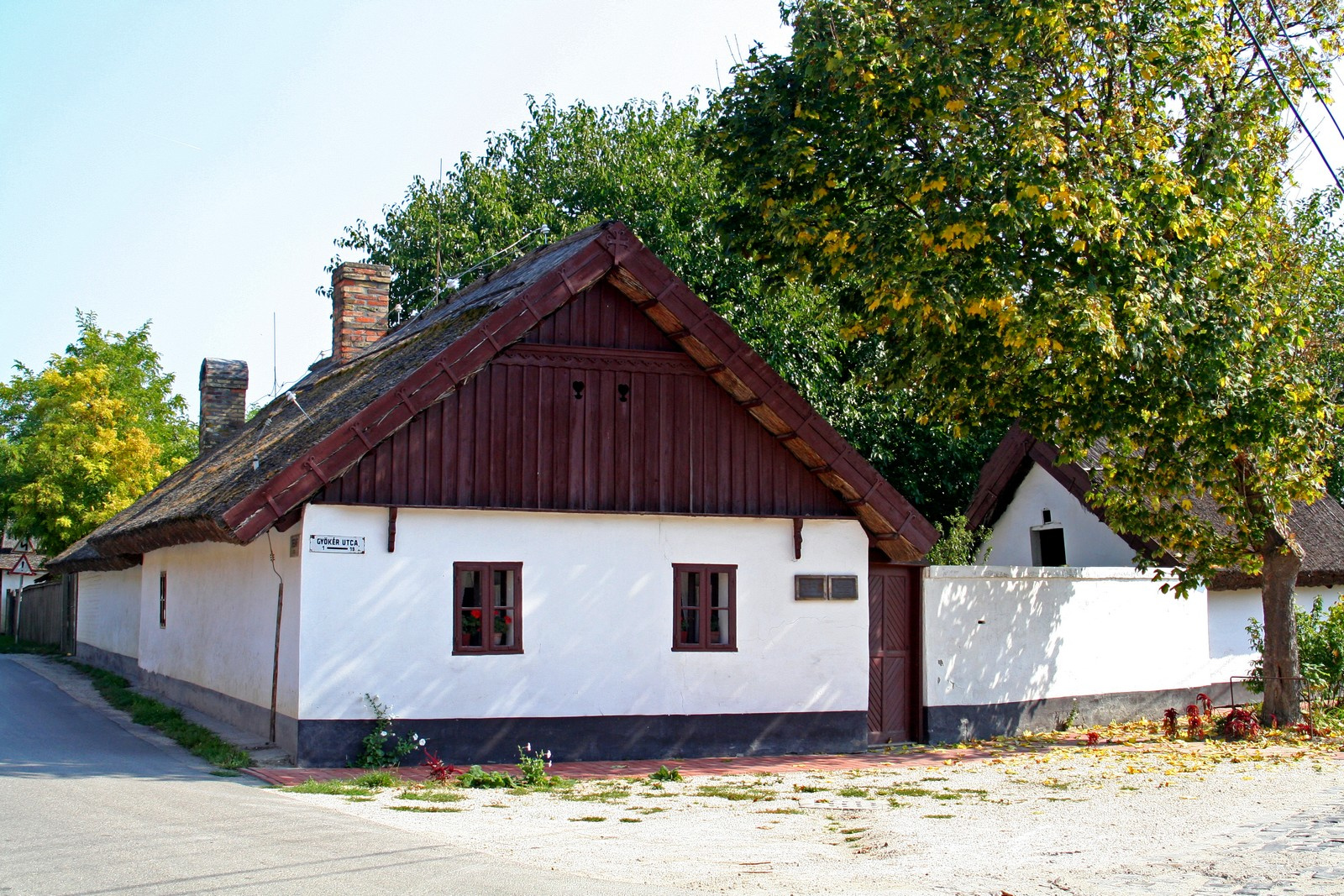
خانهٔ ماهیگیر، چونگراد
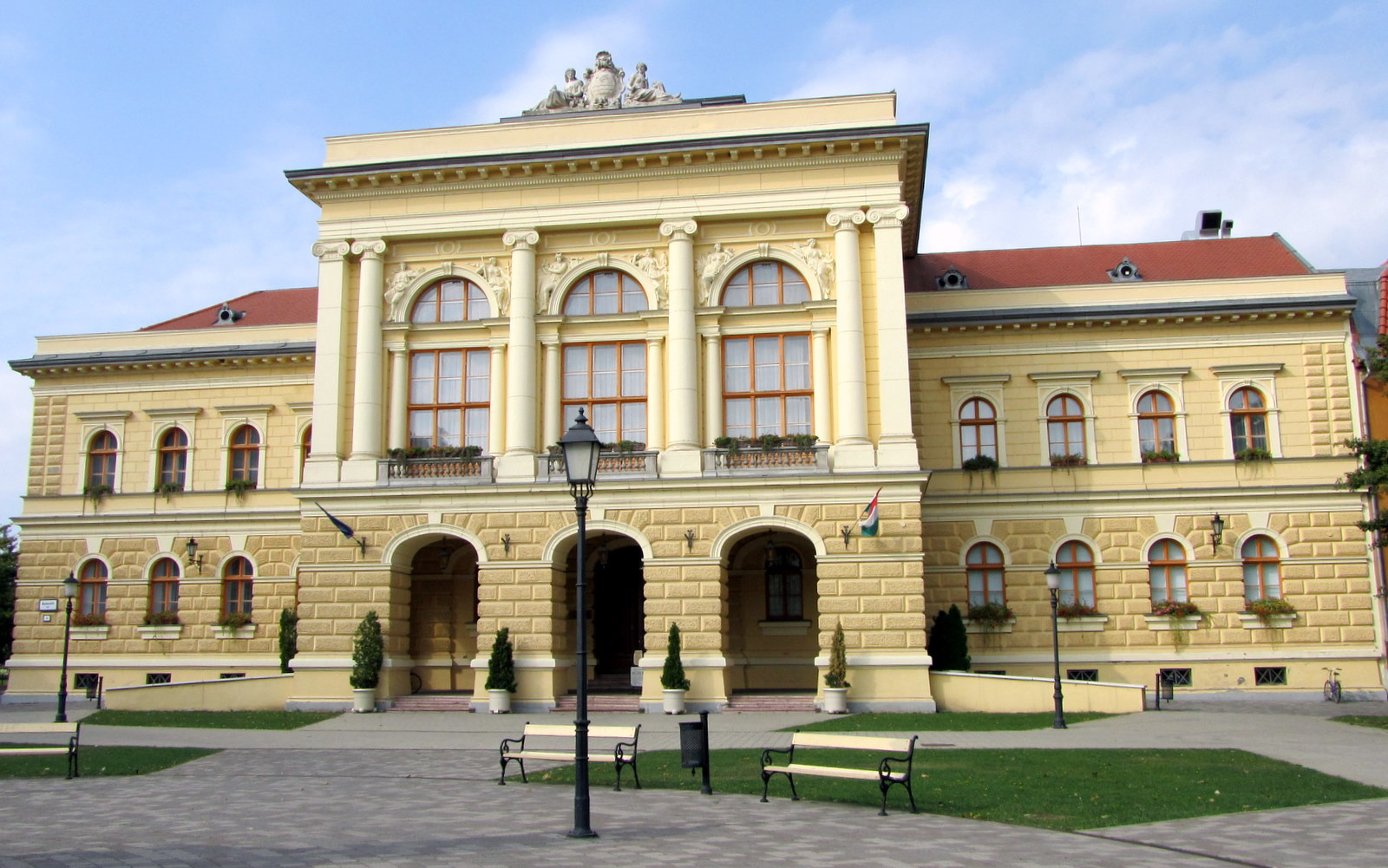
شهرداری سنِتش
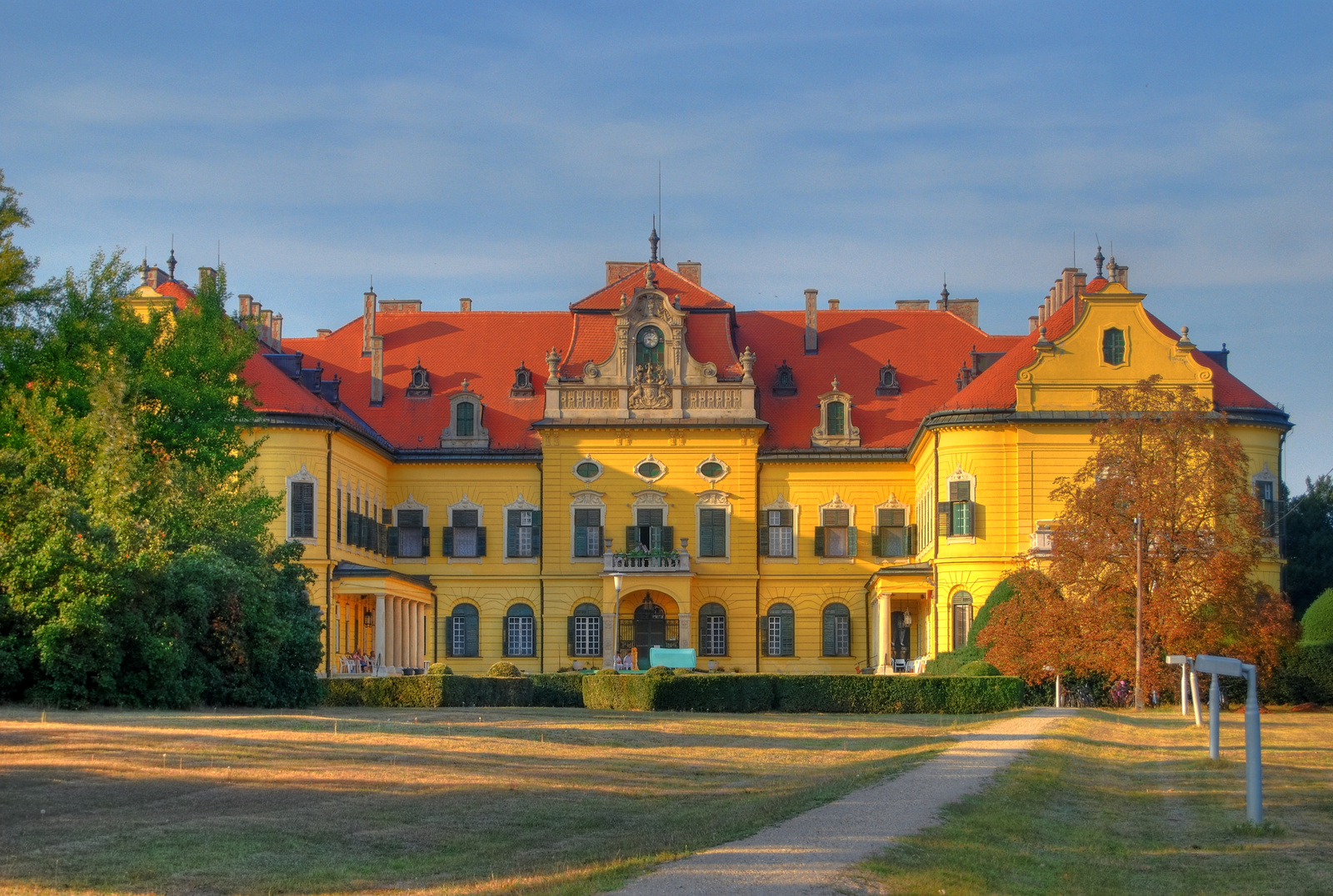
قصر کارویی، نادْی‌ماگوچ
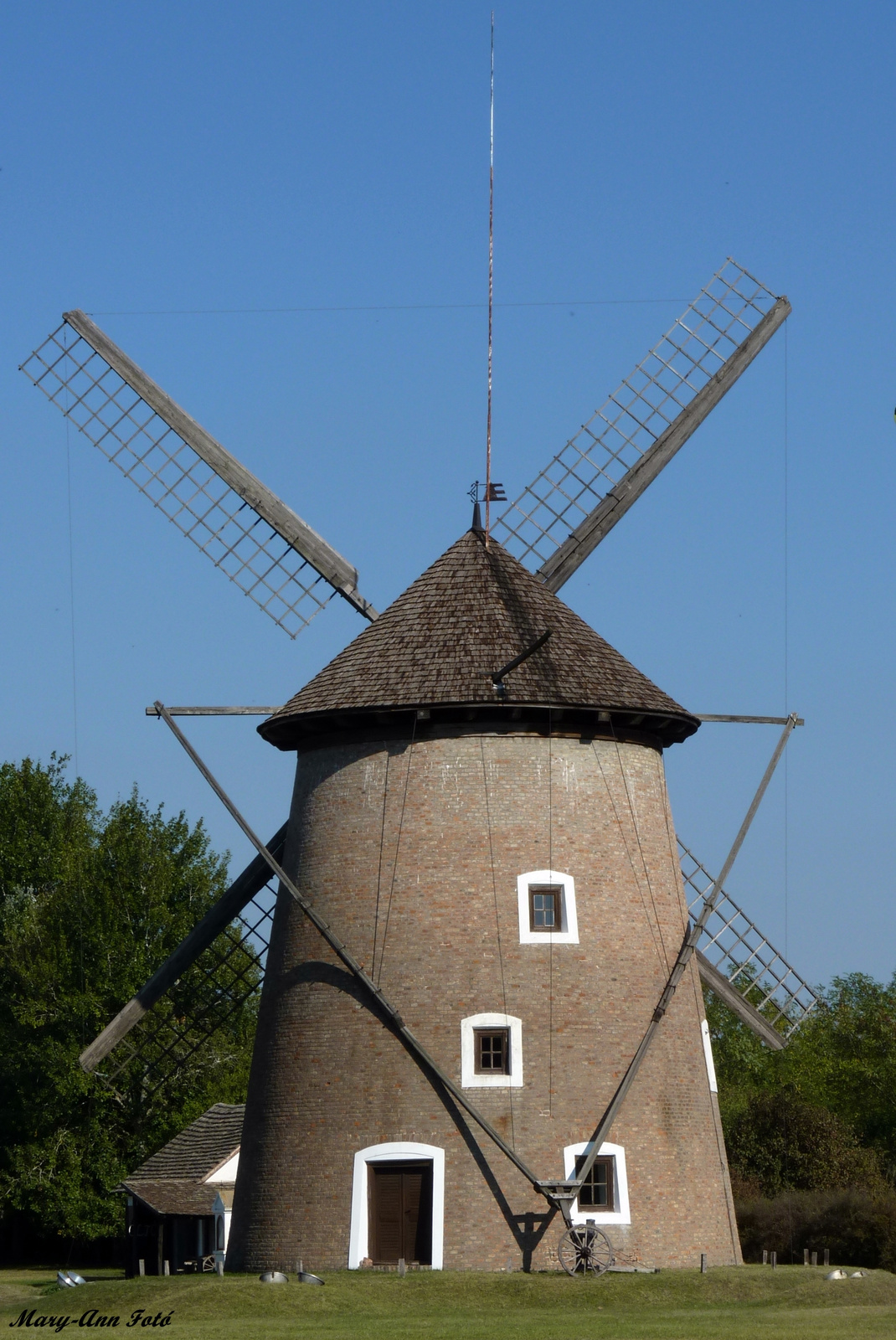
آسیاب بادی، اوپوستاسر
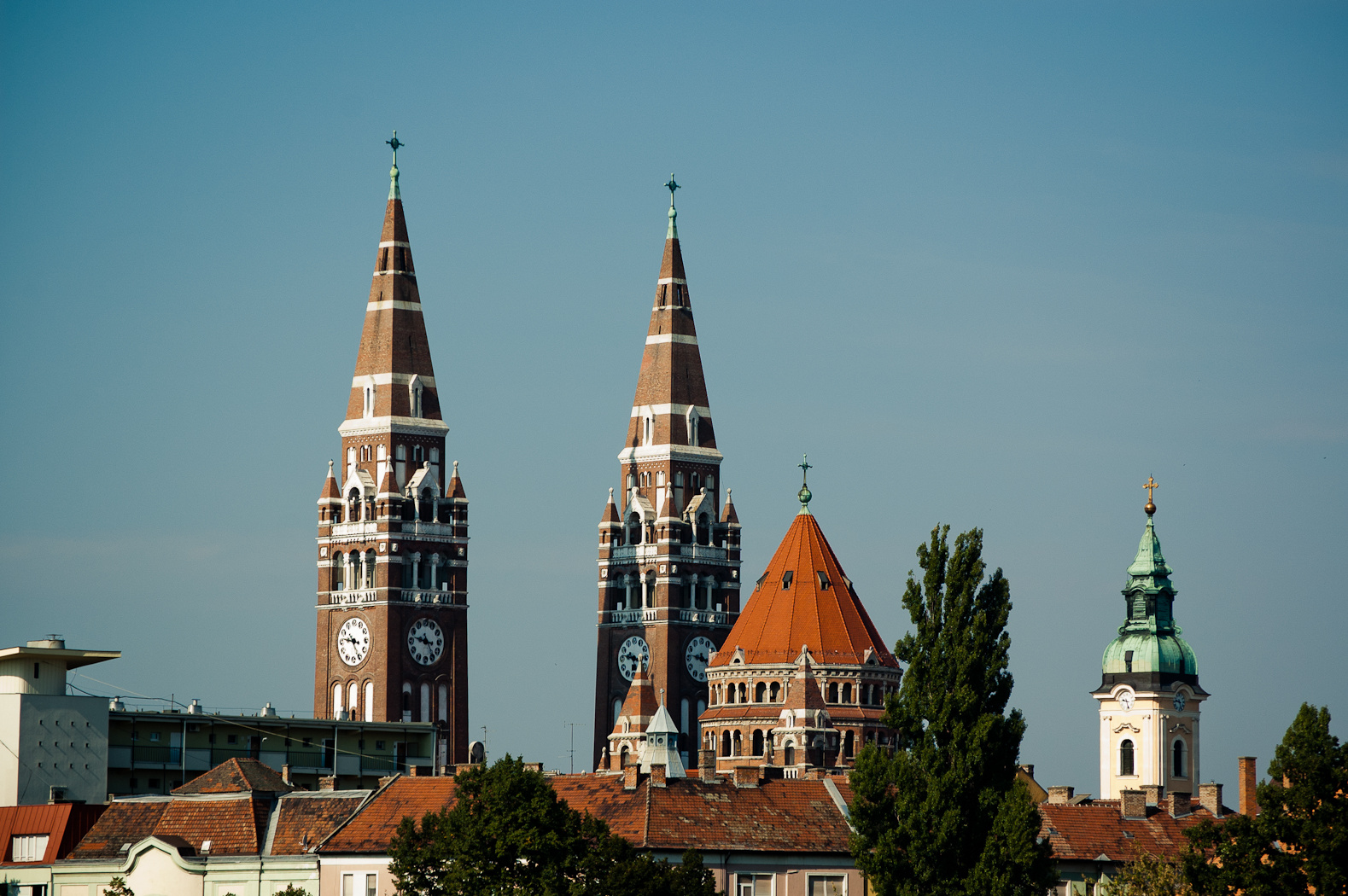
کلیسای خِیرات (Votive)، سگد
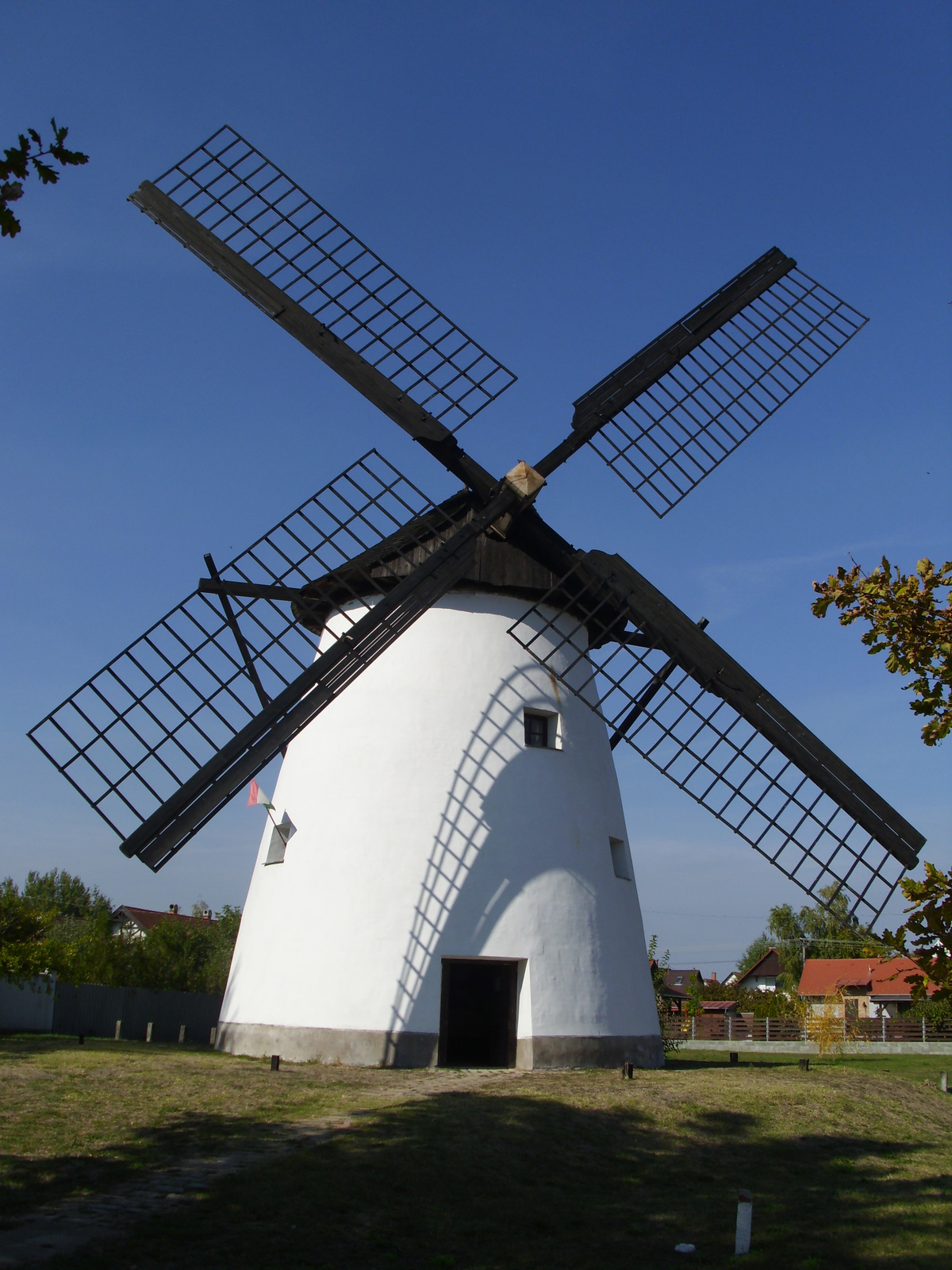
آسیاب بادی، سگد